# 308197 Satrapi
308197 Satrapi este o planetă minoră (asteroid) din centura de asteroizi. A fost descoperită pe 3 martie 2005 la Nogales de Jean-Claude Merlin⁠(d). 
Obiectul prezintă o orbită caracterizată de o semiaxă mare de 2,416980467035 UAi, o excentricitate de 0,15, o înclinație de 2 ° în raport cu ecliptica.